# Nannoperca oxleyana
Nannoperca oxleyana là một loài cá trong họ Percichthyidae. Loài này chỉ được tìm thấy ở Úc.